# Copa de la Reina de fútbol sala 2024
La Copa S.M. de la Reina de Fútbol Sala Femenino de 2024 será la trigésima edición de dicha competición española. Este año participarán 16 equipos de primera división y 30 de segunda.

## Formato competición
En esta temporada jugarán un total de 46 equipos, los 16 equipos de primera división de la Primera División femenina de fútbol sala y los ocho mejores clasificados de cada uno de los cuatro grupos de la segunda división, siempre que no sean equipos filiales.
La primera eliminatoria será el 16 de septiembre, y se empezará la competición en la ronda de treintadosavos de final donde se enfrentarán los equipos de segunda a partido único que se enfrentarán por proximidad geográfica, sorteando solo que equipo ejercerá como local.
La segunda eliminatoria será el 1 de noviembre y enfrentarán los 16 equipos clasificados de segunda división contra los 16 equipos de primera división. jugándose en campo del equipo de menor categoría.
La tercera eliminatoria será el 6 de diciembre y jugarán los 16 equipos  clasificados de la anterior eliminatoria, en caso de que sean de diferente categoría, se jugaría en campo del equipo de menor categoría.
Con los ocho equipos resultantes jugarán en una sede única y los enfrentamientos se realizaran por sorteo, se jugará entre el 28 y el 30 de abril.

## Participantes
| 1.ª División Nueces de Ronda Atlético Torcal Les Corts AE Pescados Rubén Burela FS FSF O Castro Marín Futsal Ourense Ontime Poio Pescamar FS Viaxes Amarelle FS Arriva AD Alcorcón FSF Atlético Navalcarnero CD Leganés FS Rayo Majadahonda FSF/Afar4 FSF Móstoles Melilla Sport Capital Torreblanca La Boca te Lía Futsal Alcantarilla STV Roldán | 2.ª División Mabe CD El Ejido Futsal Martos FS Jaén Paraíso Interior Wanapis Aldelix Intersala 10 Zaragoza AD Sala Zaragoza FS El Gaitero Rodiles FSF Gran Canaria FSF Teldeportivo AD Mioño CD Segosala Almagro FS CD Chiloeches Mora FSF Imto Salesianos Puertollano FS Villacañas CN Caldes Mecanoviga Eixample FS | 2.ª División AE Penya Esplugues Somriu FS Ripollet Lainco Rubí FS Ceuta AD CD IES Luis de Camoens Feme Castellón CFS Xaloc Alicante FS CD Mosteiro Bembrive FS Cidade de As Burgas FS Valdetires Ferrol FSF CD Básico Rivas Futsal CSF San Fernando Desguaces París La Algaida FS Osasuna Futsal UDC Txantrea KKE |

## Rondas clasificatorias

### Treintaidosavos de final
Disputaron la primera ronda del torneo los 30 equipos de Segunda División. Los emparejamientos se decidieron por proximidad y se sorteó quien ejercía como local, el sorteo se celebró el 30 de jukio de 2023 en la Ciudad del Fútbol de Las Rozas. La eliminatoria se jugó a partido único el 16 y 17 de septiembre de 2023.
| Local                         | Resultado    | Visitante                       |
| ----------------------------- | ------------ | ------------------------------- |
| AD Sala Zaragoza FS           | Exento       |                                 |
| Gran Canaria FSF Teldeportivo | Exento       |                                 |
| CD Mosteiro Bembrive FS       | 4–0          | Cidade de As Burgas FS          |
| El Gaitero Rodiles FSF        | 6–1          | Valdetires Ferrol FSF           |
| Osasuna Futsal                | 4–4 (3:1 p.) | AD Mioño                        |
| UDC Txantrea KKE              | 2–3          | Intersala 10 Zaragoza           |
| Somriu FS Ripollet            | 0–2          | CN Caldes                       |
| Lainco Rubí FS                | 2–1          | AE Penya Esplugues              |
| Mecanoviga Eixample FS        | 0–3          | Feme Castellón CFS              |
| Xaloc Alicante FS             | 0–5          | Desguaces París La Algaida FS   |
| Mabe CD El Ejido Futsal       | 1–2          | Martos FS Jaén Paraíso Interior |
| Ceuta AD                      | 4–3          | CD IES Luis de Camoens          |
| Almagro FS                    | 1–2          | Salesianos Puertollano          |
| Mora FSF Imto                 | 2–2 (1:3 p.) | FS Villacañas                   |
| CSF San Fernando              | 1–4          | CD Chiloeches                   |
| CD Básico Rivas Futsal        | 0–2          | CD Segosala                     |

### Dieciseisavos de final
Disputaron la primera ronda del torneo los 32 equipos de Primera y Segunda. El sorteo se celebró el 20 de septiembre de 2023 en la Ciudad del Fútbol de Las Rozas, y los emparejamientos son entre un equipo de primera división y uno de segunda, jugándose en el pabellón del club de menor categoría. La eliminatoria se jugó a partido único el 12 de octubre de 2023
| Local                           | Resultado | Visitante                          |
| ------------------------------- | --------- | ---------------------------------- |
| CD Mosteiro Bembrive FS         | 1 – 6     | La Boca te Lía Futsal Alcantarilla |
| El Gaitero Rodiles FSF          | 5 – 8     | Marín Futsal                       |
| Osasuna Futsal                  | 2 – 4     | CD Leganés FS                      |
| AD Intersala 10 Zaragoza        | 1 – 6     | Pescados Rubén Burela FS           |
| CN Caldes                       | 0 – 5     | Melilla Sport Capital Torreblanca  |
| Lainco Rubí FS                  | 2 – 3     | Rayo Majadahonda FSF/Afar4         |
| Feme Castellón CFS              | 0 – 5     | Arriva AD Alcorcón FSF             |
| Desguaces París La Algaida FS   | 0 – 3     | Poio Pescamar FS                   |
| Martos FS Jaén Paraíso Interior | 1 – 3     | Viaxes Amarelle FS                 |
| Ceuta AD                        | 0 – 3     | Les Corts AE                       |
| Salesianos Puertollano          | 2 – 3     | FSF Móstoles                       |
| FS Villacañas                   | 1 – 5     | Nueces de Ronda Atlético Torcal    |
| CD Chiloeches                   | 3 – 5     | Atlético Navalcarnero              |
| CD Segosala                     | 1 – 2     | STV Roldán                         |
| AD Sala Zaragoza FS             | 1 – 5     | FSF O Castro                       |
| Gran Canaria FSF Teldeportivo   | 1 – 3     | Ourense Ontime                     |

### Octavos de final
La disputarán los 16 equipos clasificados de la ronda anterior, el sorteo se realizó el 16 de octubre de 2023 en la Ciudad del Fútbol de Las Rozas. La eliminatoria se jugará el 1 de noviembre de 2023
| Local                              | Resultado    | Visitante                  |
| ---------------------------------- | ------------ | -------------------------- |
| Nueces de Ronda Atlético Torcal    | 4–4 (0:3 p.) | FSF Móstoles               |
| La Boca te Lía Futsal Alcantarilla | 4–1          | Rayo Majadahonda FSF/Afar4 |
| STV Roldán                         | 1–5          | Atlético Navalcarnero      |
| Marín Futsal                       | 1–3          | Les Corts AE               |
| Melilla Sport Capital Torreblanca  | 6–0          | Viaxes Amarelle FS         |
| Ourense Ontime                     | 4–6          | FSF O Castro               |
| CD Leganés FS                      | 1–9          | Arriva AD Alcorcón FSF     |
| Pescados Rubén Burela FS           | 4–2          | Poio Pescamar FS           |

### Cuartos de final
La disputarán los 8 equipos clasificados de la ronda anterior, el sorteo se realizó el 12 de marzo de 2024 en la Ciudad del Fútbol de Las Rozas, el sorteo era puro, sin ningún tipo de condicionantes.  Esta fase se jugará en el Pabellón el Limón de Alhaurín de la Torre, en la provincia de Málaga.
| Local                              | Resultado    | Visitante                |
| ---------------------------------- | ------------ | ------------------------ |
| Atlético Navalcarnero              | 5–1          | Pescados Rubén Burela FS |
| La Boca te Lía Futsal Alcantarilla | 2–0          | FSF O Castro             |
| Arriva AD Alcorcón FSF             | 1–1 (4:3 p.) | MRB Móstoles             |
| Melilla Sport Capital Torreblanca  | 3–0          | Les Corts AE             |

### Semifinales
| Local                  | Resultado    | Visitante                          |
| ---------------------- | ------------ | ---------------------------------- |
| Atlético Navalcarnero  | 3–3 (5:4 p.) | La Boca te Lía Futsal Alcantarilla |
| Arriva AD Alcorcón FSF | 1–4          | Melilla Sport Capital Torreblanca  |